# Карлос Феррейра де ла Торре

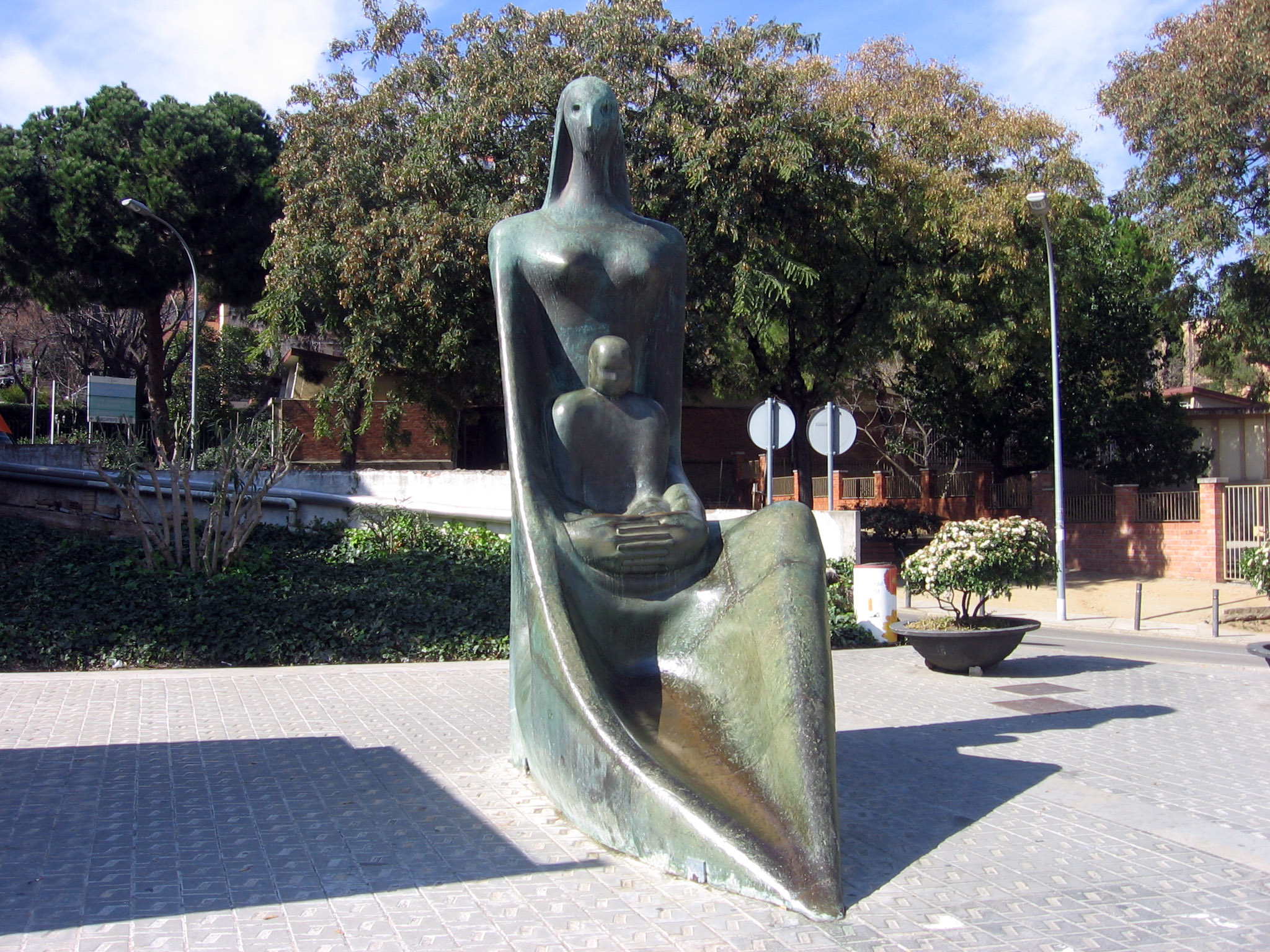
«Материнство» (1966), Університетська лікарня Валь-д'Еброн, Барселона

Карлос Феррейра де ла Торре (ісп. Carlos Ferreira de la Torre; 1914, Вальдеморо — 1990, Тенерифе) — іспанський скульптор.
Дитинство і юність провів в Таррагоні, Мадриді, Хетафе, Ла-Коруньї і Толедо, а з 1934 року оселився в Мадриді. Не закінчив навчання з образотворчого мистецтва і точних наук. У 1948 році за фінансової підтримки французького уряду вирушив до Парижа, а в 1951 році поїхав туди ще раз завдяки гранту від Іспанської комісії з культурних зв'язків. У 1951 році брав участь у виставці в Мадриді, Барселоні та Більбао разом з Анхелем Феррантом, Хорхе Отейсою і Серра. 
Роботи де ла Торре розташовані по всій Іспанії, зокрема в Мадриді, у громадських місцях і в приватних колекціях. Двічі брав участь у Венеціанському бієнале (1950, 1956). У Барселоні, окрім скульптури «Материнство» (1966), створив рельєф для філіалу банку Banco Guipuzcoano у 1959 році. У 1970-х роках оселився в Пуерто-де-ла-Крус (Тенерифе).